# Magnusiomyces capitatus
Magnusiomyces capitatus är en svampart som först beskrevs av de Hoog, M.T. Sm. & E. Guého, och fick sitt nu gällande namn av de Hoog & M.T. Sm. 2004. Magnusiomyces capitatus ingår i släktet Magnusiomyces och familjen Dipodascaceae.   Inga underarter finns listade i Catalogue of Life.
I den svenska databasen Dyntaxa används istället namnet Dipodascus capitatus för samma taxon.  Arten är reproducerande i Sverige.